# (9820) Hempel
(9820) Hempel (3064 T-1) – planetoida z pasa głównego asteroid okrążająca Słońce w ciągu 3 lat i 221 dni w średniej odległości 2,35 j.a. Została odkryta 26 marca 1971 roku.